# Olga Göllner
Olga Göllner z domu Gecző (ur. 8 listopada 1930 w Klużu, zm. 12 listopada 2017 w Fürth) – rumuńska gimnastyczka, uczestniczka Igrzysk Olimpijskich w 1952 w Helsinkach. Na igrzyskach olimpijskich zajęła 52. miejsce w wieloboju gimnastycznym.